# Піексямякі
Піексямякі (фін. Pieksämäki) — місто в провінції Південна Савонія в Фінляндії.
Чисельність населення становить 19 915 осіб (2010). Місто займає площу 1 836,40 км ² з яких водна поверхня займає 266,56 км ². Щільність населення — 12,69 осіб/км ².